# Tetín (ort i Tjeckien, Mellersta Böhmen)
Tetín är en ort i Tjeckien.   Den ligger i regionen Mellersta Böhmen, i den centrala delen av landet, 27 km sydväst om huvudstaden Prag. Tetín ligger 286 meter över havet och antalet invånare är 742.
Terrängen runt Tetín är varierad. Tetín ligger nere i en dal. Runt Tetín är det ganska tätbefolkat, med 100 invånare per kvadratkilometer. Närmaste större samhälle är Beroun, 2,7 km nordväst om Tetín. Trakten runt Tetín består till största delen av jordbruksmark.